# Szojuz TMA–7
A Szojuz TMA–7 a Szojuz–TMA orosz háromszemélyes szállító/mentőűrhajó űrrepülése volt 2004-ben és 2005-ben. A 28. emberes repülés a Nemzetközi Űrállomásra (ISS).

## Küldetés
Hosszú távú cserelegénységet szállított az ISS fedélzetére. A tudományos és kísérleti feladatokon túl az űrhajók cseréje volt szükségszerű.

## Jellemzői
2005. október 1-jén a Bajkonuri űrrepülőtér indítóállomásról egy Szojuz–FG juttatta Föld körüli, közeli körpályára. Több pályamódosítást követően október 3-án a Nemzetközi Űrállomást (ISS) automatikus vezérléssel megközelítette, majd sikeresen dokkolt. Az orbitális egység pályája 88,7 perces, 51,7 fokos hajlásszögű, elliptikus pálya-perigeuma 201 kilométer, apogeuma 250 kilométer volt.
Az időszakos karbantartó munkálatok mellett elvégezték az előírt kutatási, kísérleti és tudományos feladatokat. Fogadták a teherűrhajókat (M54, M55]), kirámolták a szállítmányokat, illetve bepakolták a keletkezett hulladékot. Több űrsétát (kutatás, szerelés) végeztek. A Szojuz űrhajót kétszer is áthelyezték, hogy fogadni tudják a csatlakozó űregységeket.
2006. április 8-án Arkalik (oroszul: Арқалық) városától hagyományos visszatéréssel, a tervezett leszállási körzettől mintegy 54 kilométerre északkeletre ért Földet. Összesen 189 napot, 19 órát, 52 percet és 31 másodpercet töltött a világűrben. 2990 alkalommal kerülte meg a Földet.

## Személyzet

### Felszállásnál
- Valerij Ivanovics Tokarev parancsnok
- William Surles McArthur fedélzeti mérnök
- Gregory Hammond Olsen fedélzeti mérnök

### Leszálláskor
- Valerij Ivanovics Tokarev parancsnok
- William Surles McArthur fedélzeti mérnök
- Marcos Cesar Pontes kutatásfelelős

### Tartalék személyzet
- Mihail Vlagyiszlavovics Tyurin parancsnok
- Jeffrey Williams fedélzeti mérnök
- Szergej Valerjevics Kosztyenko fedélzeti mérnök